# Calycina ellisii
Calycina ellisii är en svampart som först beskrevs av Dennis, och fick sitt nu gällande namn av Raitv. 2004. Calycina ellisii ingår i släktet Calycina och familjen Hyaloscyphaceae.   Inga underarter finns listade i Catalogue of Life.